# Brussel-Roubaix
Brussel-Roubaix was een wielerwedstrijd die georganiseerd werd in 1901, 1905 en 1910.

## Erelijst
- 1901:  Hippolyte Aucouturier
- 1905:  Louis Trousselier
- 1910:  René Vandenberghe